# Karis Paige Bryant
Karis Paige Bryant (* 16. Juni 1985 in West Lebanon, New Hampshire) ist eine US-amerikanische Schauspielerin.

## Leben und Karriere
1999 spielte sie in dem Kinofilm Universal Soldier – Die Rückkehr in der Rolle der Hillary Deveraux mit. Aber sie spielte auch in Fernsehfilmen wie Die Axtmörderin (1990), Eine Frau für einen Mann (1994), Blut an ihren Händen (1994), In Liebe gefangen (1995) und in Kindesraub – Die Entführer wohnen nebenan (1996) mit. Bei der Fernsehserie Charmed – Zauberhafte Hexen spielte sie in vier Folgen der zweiten Staffel die Rolle der Jenny.

## Filmografie
- 1990: Die Axtmörderin (A Killing in a Small Town, Fernsehfilm)
- 1994: Eine Frau für meinen Mann (The Substitute Wife, Fernsehfilm)
- 1994: Blut an ihren Händen (While Justice Sleeps, Fernsehfilm)
- 1995: In Liebe gefangen (The Unspoken Truth, Fernsehfilm)
- 1996: Kindesraub – Die Entführer wohnen nebenan (The People Next Door, Fernsehfilm)
- 1996: Walker, Texas Ranger (Fernsehserie, eine Folge)
- 1999: Universal Soldier – Die Rückkehr (Universal Soldier: The Return)
- 1999: Charmed – Zauberhafte Hexen (Charmed, Fernsehserie, vier Folgen)
- 2009: From the Dark
- 2012: Final Witness